# سیارک ۵۴۸۵
سیارک ۵۴۸۵ (به انگلیسی: 5485 Kaula، نامگذاری:1991RQ21) پنج هزار و چهارصد و هشتاد و پنجمین سیارک کشف شده‌است که در ۱۱ سپتامبر ۱۹۹۱ کشف شد.
قدر مطلق سیارک برابر ۱۳٫۲۰ است.